# Henning Grove
Henning Kvist Gregersen Grove (født 7. april 1932 i Svoldrup ved Farsø, død 9. maj 2014 i Skals) var en dansk politiker for Det Konservative Folkeparti. Han var medlem af Folketinget 1977-2001 og fiskeriminister 1982-1986.

## Uddannelse
- Haubro Friskole 1939-1945.
- Års Realskole 1945-1949.
- Student fra Rungsted Statsskole 1952.
- Den Kongelige Veterinær- og Landbohøjskole 1952-1958.

## Karriere uden for politik
- Praktiserende dyrlæge i Skals fra 1960.
- Medlem af Viborg Amts Dyrlæge-forening 1970-1975.
- Formand for Viborg Amts Dyrlæge-forening 1975-1977.
- Medlem af Låstrup-Skals Sogneråd 1966-1970.
- Medlem af Viborg Amtsråd 1970-1978.
- Formand for sygehusudvalget 1974-1978.
- Medlem af bestyrelsen for Løvelkredsens konservative vælgerforening 1968-1970.
- Formand for Skals Sparekasse 1976-1982.
- Formand for Jydsk Telefon 1989-1992.
- Medlem af Viborg Amtsråd og Økonomiudvalg fra 1994.
- Kommandør af 1. grad af Dannebrogordenen 1997
- Den islandske Falkeorden
- Finlands Løves Orden

## Politisk karriere
I regering:
- Fiskeriminister i Regeringen Poul Schlüter I fra 10. september 1982 til 12. marts 1986.

Opstillet og valgt til Folketinget:
- Partiets kandidat i Viborgkredsen fra 1973.
- Folketingsmedlem for Viborg Amtskreds 15. februar 1977 – 20. november 2001.

Andre poster i Folketinget:
- 2. næstformand i Folketingets Præsidium 1993-2001.
- Medlem af Folketingets Finansudvalg 1982.
- Formand for Folketingets Markedsudvalg 1987-1991.
- Formand for Folketingets Retsudvalg 1991-1994.
- Næstformand for Den Konservative Folketingsgruppe 1989-1997.

## Privat
Henning Grove var søn af gårdejer Peder Grove og hustru Anna Marie Grove. Henning Grove var gift med Tove Grove med hvem han havde børnene Carsten Grove, Peder Grove og Charlotte Grove. Børnebørnene tæller Michael Grove, Nickolai Grove og Mathias Grove.
Han blev bisat 15. maj 2014 fra Skals Kirke.